# Zhaodun, Gansu
Zhaodun är en socken i nordvästra Kina. Den ligger i Zhuanglang härad i Pingliang i provinsen Gansu, omkring 210 kilometer öster om provinshuvudstaden Lanzhou. Antalet invånare är 14 691. Befolkningen består av 7 334 kvinnor och 7 357 män. Barn under 15 år utgör 20,0 %, vuxna 15-64 år 69 %, och äldre över 65 år 10,0 %.